# アンギアーリの戦い
アンギアーリの戦い（アンギアーリのたたかい、イタリア語: Battaglia di Anghiari）は、15世紀半ばのイタリアはトスカーナ地方のアンギアーリにて、フィレンツェ共和国軍とミラノ公国軍の間で行われた戦いである。

## 概要
- 1440年、アンギアーリにある橋を巡って争われ、フィレンツェ軍が勝利した。